# Gran Premi de les Nacions
|  | Aquest article tracta sobre ciclisme. Si cerqueu informació sobre motociclisme, vegeu «Gran Premi d'Itàlia de motociclisme». |

El Gran Premi de les Nacions (en francès: Grand Prix des Nations) era una competició ciclista sobre contrarellotge individual que es disputava durant el mes de setembre a França. Disputada per primera vegada el 1932, era considerada al mateix temps com una clàssica i com el Campionat del Món de contrarellotge oficiós.
De 1991 a 1993 va formar part de la Copa del Món de ciclisme i la cursa es va disputar en diferents països. La creació d'un Campionat del Món de ciclisme en contrarellotge per part de l'UCI el 1994 i la prova olímpica de contrarellotge el 1996 van reduir de manera molt important la seva importància dins el circuit internacional. El 2005, amb la introducció de l'UCI ProTour, la carrera va desaparèixer.
En les darreres edicions el seu recorregut era d'uns 70 km, però durant els anys 70 i anys 90 era de 90 km, i anteriorment, als anys 50 era de fins a 140 km.
Jacques Anquetil, amb nou victòries, és el ciclista que més vegades ha guanyat la cursa, seguit en el palmarès per Bernard Hinault, amb cinc i Charly Mottet i Antonin Magne amb tres.
Els últims anys també es va disputar una cursa fenenina.

## Palmarès
| Any                   | Vencedor               | Segon                  | Tercer                 |
| --------------------- | ---------------------- | ---------------------- | ---------------------- |
| 1932                  | Maurice Archambaud     | Alfredo Bovet          | Léon Le Calvez         |
| 1933                  | Raymond Louviot        | Léon Le Calvez         | Marinus Valentijn      |
| 1934                  | Antonin Magne          | Amédée Fournier        | Luciano Montero        |
| 1935                  | Antonin Magne          | Edgard De Caluwe       | Luciano Montero        |
| 1936                  | Antonin Magne          | Pierre Cogan           | Luciano Montero        |
| 1937                  | Pierre Cogan           | Maurice Archambaud     | Georges Speicher       |
| 1938                  | Louis Aimar            | Gerrit Schulte         | Amédée Fournier        |
| 1939-40. No disputada |                        |                        |                        |
| 1941                  | Louis Aimar            | Yvan Marie             | Louis Gauthier         |
| 1941                  | Jules Rossi            | Fernand Mithouard      | Ferdi Kubler           |
| 1942                  | Emile Idée             | Odiel Van deMeerschaut | Jules Rossi            |
| 1942                  | Jean-Marie Goasmat     | Eugenio Galiussi       | Pierre Cogan           |
| 1943                  | Jozef Somers           | Jules Rossi            | Maurice Clautier       |
| 1944                  | Émile Carrara          | Jules Rossi            | Emile Idée             |
| 1945                  | Eloi Tassin            | Émile Carrara          | Albert Dubuisson       |
| 1946                  | Fausto Coppi           | Emile Idée             | André Mahé             |
| 1947                  | Fausto Coppi           | Emile Idée             | Fiorenzo Magni         |
| 1948                  | René Berton            | Ferdi Kubler           | Eloi Tassin            |
| 1949                  | Charles Coste          | Wim Van Est            | Maurice Blomme         |
| 1950                  | Maurice Blomme         | René Berton            | Antonin Rolland        |
| 1951                  | Hugo Koblet            | Fausto Coppi           | René Berton            |
| 1952                  | Louis Bobet            | Maurice Blomme         | Yvon Marrec            |
| 1953                  | Jacques Anquetil       | Roger Creton           | Agostino Colletto      |
| 1954                  | Jacques Anquetil       | Jean Brankart          | Isaac Vitre            |
| 1955                  | Jacques Anquetil       | Albert Bouvet          | Marcel Janssens        |
| 1956                  | Jacques Anquetil       | Albert Bouvet          | Miguel Bover           |
| 1957                  | Jacques Anquetil       | Ercole Baldini         | Aldo Moser             |
| 1958                  | Jacques Anquetil       | Gérard Saint           | Michel Vermeulin       |
| 1959                  | Aldo Moser             | Roger Riviere          | Alcide Vaucher         |
| 1960                  | Ercole Baldini         | Joseph Vloeberghs      | Raymond Mastrotto      |
| 1961                  | Jacques Anquetil       | Gilbert Desmet         | Aldo Moser             |
| 1962                  | Ferdinand Bracke       | Jean-Claude Lebaube    | Claude Valdois         |
| 1963                  | Raymond Poulidor       | Ferdinand Bracke       | Walter Boucquet        |
| 1964                  | Walter Boucquet        | Arie Den Hartog        | Claude Valdois         |
| 1965                  | Jacques Anquetil       | Rudi Altig             | Raymond Poulidor       |
| 1966                  | Jacques Anquetil       | Felice Gimondi         | Eddy Merckx            |
| 1967                  | Felice Gimondi         | Bernard Guyot          | Robert Hagmann         |
| 1968                  | Felice Gimondi         | Herman Van Springel    | Luis Ocaña             |
| 1969                  | Herman Van Springel    | Raymond Poulidor       | Davide Boifava         |
| 1970                  | Herman Van Springel    | Ole Ritter             | Luis Ocaña             |
| 1971                  | Luis Ocaña             | Joop Zoetemelk         | Leif Mortensen         |
| 1972                  | Roger Swerts           | Joop Zoetemelk         | Yves Hezard            |
| 1973                  | Eddy Merckx            | Luis Ocaña             | Joop Zoetemelk         |
| 1974                  | Roy Schuiten           | Dirk Baert             | Paul Lanoo             |
| 1975                  | Roy Schuiten           | Joop Zoetemelk         | Bernard Thevenet       |
| 1976                  | Freddy Maertens        | Roy Schuiten           | Bernard Thevenet       |
| 1977                  | Bernard Hinault        | Joop Zoetemelk         | Jorgen Marcussen       |
| 1978                  | Bernard Hinault        | Francesco Moser        | Hennie Kuiper          |
| 1979                  | Bernard Hinault        | Francesco Moser        | Joop Zoetemelk         |
| 1980                  | Jean-Luc Vandenbroucke | Daniel Gisiger         | Bert Hoosterbosch      |
| 1981                  | Daniel Gisiger         | Stephen Roche          | Hans-Henri Oersted     |
| 1982                  | Bernard Hinault        | Daniel Gisiger         | Bert Hoosterbosch      |
| 1983                  | Daniel Gisiger         | Greg LeMond            | Bert Hoosterbosch      |
| 1984                  | Bernard Hinault        | Seán Kelly             | Stephen Roche          |
| 1985                  | Charly Mottet          | Thierry Marie          | Jean-Luc Vandenbroucke |
| 1986                  | Seán Kelly             | Laurent Fignon         | Jean-François Bernard  |
| 1987                  | Charly Mottet          | Jean-François Bernard  | Marino Lejarreta       |
| 1988                  | Charly Mottet          | Laurent Fignon         | Michael Wilson         |
| 1989                  | Laurent Fignon         | Thomas Wegmuller       | Charly Mottet          |
| 1990                  | Thomas Wegmuller       | Erik Breukink          | Tony Rominger          |
| 1991                  | Tony Rominger          | Erik Breukink          | Thomas Wegmuller       |
| 1992                  | Johan Bruyneel         | Tony Rominger          | Viatxeslav Iekímov     |
| 1993                  | Armand de Las Cuevas   | Stephen Hodge          | Eddy Seigneur          |
| 1994                  | Tony Rominger          | Francis Moreau         | Thierry Marie          |
| 1995. No disputada    |                        |                        |                        |
| 1996                  | Chris Boardman         | Bjarne Riis            | Abraham Olano          |
| 1997                  | Uwe Peschel            | Marc Streel            | Chris Boardman         |
| 1998                  | Francisque Teyssier    | Gilles Maignan         | Marc Streel            |
| 1999                  | Serhí Hontxar          | Chris Boardman         | Jens Voigt             |
| 2000                  | Lance Armstrong        | Ravis Belohvosciks     | Lazlo Bodrogi          |
| 2001                  | Jens Voigt             | Lazlo Bodrogi          | Jean Nuttli            |
| 2002                  | Uwe Peschel            | Lazlo Bodrogi          | Yuriy Krivtsov         |
| 2003                  | Michael Rich           | Bert Roesems           | Serhí Hontxar          |
| 2004                  | Michael Rich           | Uwe Peschel            | José Ivan Gutierrez    |

## Palmarès femení
| Any  | Vencedora              | Segona                 | Tercera                |
| ---- | ---------------------- | ---------------------- | ---------------------- |
| 1988 | Tea Vikstedt-Nyman     | Cecile Odin            | Hanne Malmberg         |
| 1994 | Diana Ziliute          | Barbara Heeb           | Cordula Gruber         |
| 1996 | Jeannie Longo-Ciprelli | Hanka Kupfernagel      | Natalja Boubentchikova |
| 1997 | Jeannie Longo-Ciprelli | Zulfiya Zabirova       | Alessandra Cappellotto |
| 1998 | Zulfiya Zabirova       | Kathryn Watt           | Mari Holden-Paulsen    |
| 1999 | Anna Millward          | Jeannie Longo-Ciprelli | Elizabeth Emery        |
| 2000 | Hanka Kupfernagel      | Albine Caillie         | Géraldine Löewenguth   |
| 2001 | Anna Millward          | Solrunn Flataas        | Catherine Marsal       |
| 2003 | Karin Thuerig          | Hanka Kupfernagel      | Jeannie Longo-Ciprelli |
| 2004 | Priska Doppmann        | Edwige Pitel           | Catherine Marsal       |